# Poems
Poems  è una raccolta di poesie che Oscar Wilde pubblicò nel 1881.

## Diffusione
La raccolta che comprendeva solo una parte, quella inedita, delle sue poesie che decise di pubblicare collaborando alle spese. Le copie furono 751, ma furono divise in tre edizioni, da 250 copie ciascuna, che riuscì, grazie anche al passaparola e alle sue lettere che pubblicizzava ciò che aveva creato, a terminare. Grazie alla casa editrice Roberts Brothers l'opera riuscì ad arrivare anche negli USA, dove ebbe più ristampe.

## Critica
Avendo inviato una copia dell'opera all'Oxford Union, sperando in un'ammissione alla prestigiosa biblioteca venne recensita da Oliver Elton e Henry Newbolt che la criticarono aspramente, notando che l'opera non soltanto era immorale, ma era passibile di plagio, avendo secondo loro Wilde copiato da altri autori. In seguito si espresse l'Oxford and Cambridge Undergraduate's Journal affermando che non era ostilità all'opera ma all'autore.

## Pensiero dell'autore
Egli pose come emblema, sulla copertina del libro, una Rosa e una Tiara, questo significava: cattolicesimo, paganesimo ma anche massoneria, una loro possibile convivenza, una rappresentazione della triplice anima di Wilde che voleva rappresentare nell'opera, contraddizioni che voleva esporre con chiarezza.

## Composizione
La raccolta comprendeva 21 poesie, mai presentate fino ad allora.